# Monique Kengné
Monique Kengné , née le 14 avril 1965, est une sprinteuse camerounaise. Elle a participé aux 100 mètres féminin et au relais 4 × 100 mètres féminin aux Jeux olympiques d'été de 1992.